# Mswati III
 (décembre 2022).
Mswati III, né Makhosetive Dlamini le 19 avril 1968 à Mbabane, est l'actuel roi d'Eswatini.
Il est le 67e fils du roi Sobhuza II et le seul enfant de sa mère, Ntombi Tfwala. Il a succédé à son père en 1986 après une période de régence de quatre ans.

## Biographie

### Régence à la mort de son père
Après le décès de son père Sobhuza II en 1982, le Conseil royal prend la décision de le choisir en tant qu’héritier au trône, alors qu’il n’a que quatorze ans. Pendant les quatre années suivantes, deux des femmes de Sobhuza exercent la régence : les reines Dzeliwe Shonwe (1982-1983), et Ntfombi Tfwala (1983-1986), pendant que le prince poursuit son parcours scolaire.

### Roi du Swaziland

#### Couronnement et débuts
Il est couronné roi le 25 avril 1986 et commence son règne avec sa mère titrée Ndlovukazi (« la Grande Éléphante »).

#### Politique absolutiste
Actuellement, il est le dernier monarque absolu d'Afrique : il gouverne par décret et s'oppose à l'instauration de la démocratie dans son pays. Il a néanmoins restauré le parlement que son père avait dissous. Les parlementaires sont désignés par lui-même (les deux tiers des sénateurs et dix députés) ou élus par des chefs traditionnels proches du pouvoir. En 2004, il fait voter par le sénat une constitution renforçant sa mainmise sur la gouvernance de l'Eswatini. Il renforce ensuite son pouvoir en faisant défendre des interprétations autoritaires de cette constitution, par exemple en interdisant à toute cour de justice la poursuite du roi ou de ses conseillers. Proche des églises évangéliques à tendance fondamentaliste, il fait interdire le divorce et le port de la minijupe.

#### Pauvreté de son pays
L'Eswatini est principalement rural et fait partie des pays les plus pauvres du monde (63 % de sa population vit sous le seuil de pauvreté), sa population est victime du sida (25,9 % de personnes infectées en 2011) et de la sécheresse. Un cercle économique de 15 000 hommes d'affaires s'octroie l'essentiel des richesses du pays. Ce cercle comprend des investisseurs sud-africains venus trouver en Eswatini une main d’œuvre trois fois moins chère et un groupe de chefs d'entreprises héritiers des colons britanniques.

#### Politique agricole et internationale
La culture de la canne à sucre, principale ressource du pays, asservit cependant une partie de la population : expulsions forcées de communautés rurales pour aménager les plantations, travail des enfants, semaines de travail allant jusqu'à 60 heures, etc. La Confédération syndicale internationale évoque « des conditions de travail ardues et malsaines, des salaires misérables et une répression violente de toute tentative de syndicalisation ». Sur les questions internationales, il est notamment proche de l'Afrique du Sud, de Taïwan et de l'Union européenne.

#### Fortune personnelle et frasques

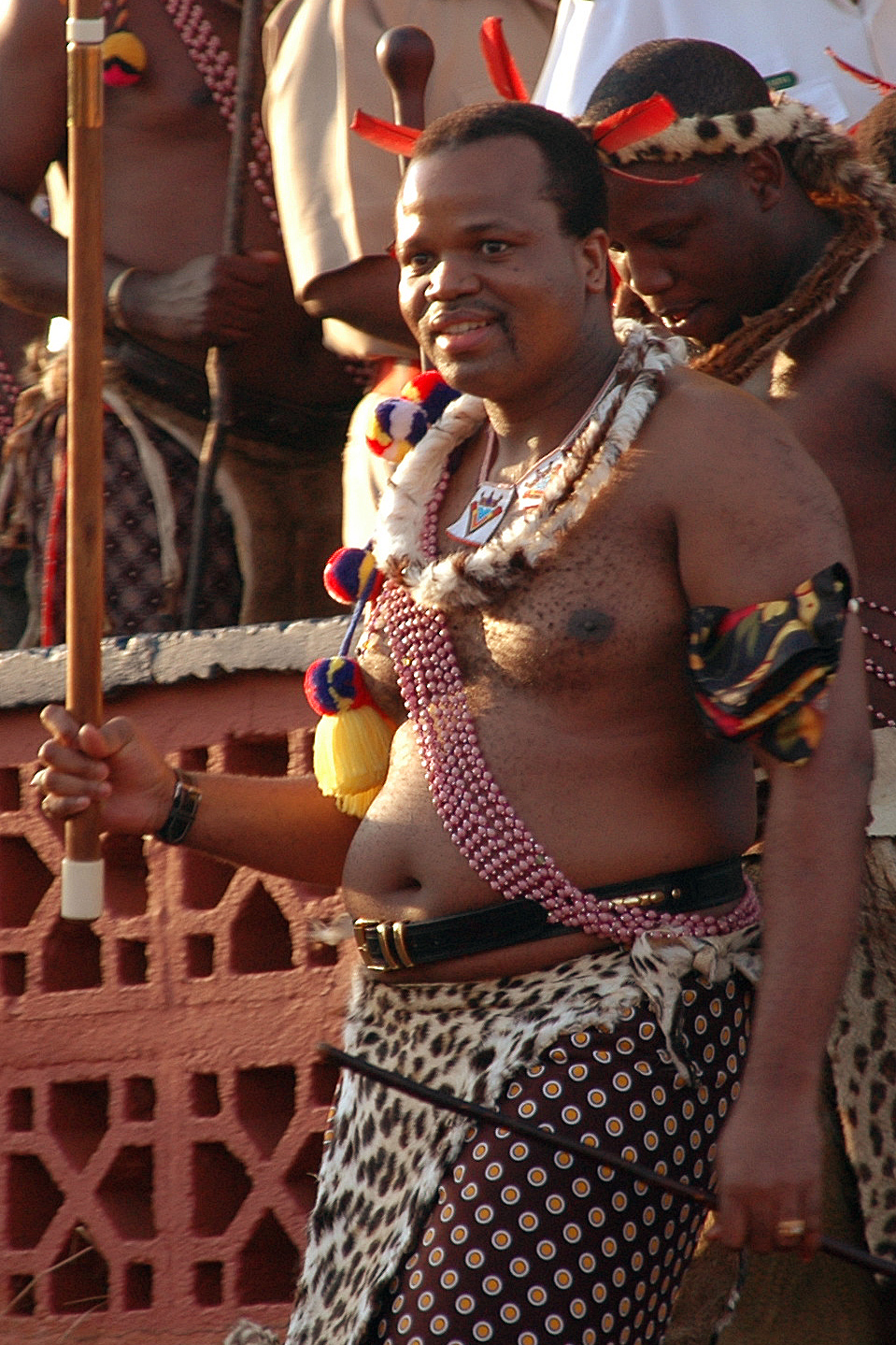
Mswati III en 2006.

La fortune du roi Mswati III est estimée à 200 millions de dollars en 2009. Les sommes qui lui sont allouées pour ses dépenses de fonction représentent 8% du budget national. Le roi est réputé pour sa passion des voitures luxueuses: en 2004 et 2005, il achète pour lui et ses femmes vingt voitures de marque BMW série 5 et 7, ainsi qu'une Maybach équipée à 500 000 USD. Il aurait commandé en outre une vingtaine de Rolls-Royce en 2019.

#### Manifestations et contestations
Le royaume est secoué en 2019 par une vague de grèves des fonctionnaires, accusant le monarque de vider les caisses du pays au détriment de la population.
En 2021, des manifestations pro-démocratie conduisent le pouvoir à imposer un couvre-feu. Certaines informations le déclarent en fuite. En 2023, il est toujours à la tête du pays.

### Succession
En Eswatini, ce n'est pas le roi qui désigne son successeur, c'est la famille royale qui choisit laquelle des épouses doit être la « Grande Épouse » et « Indlvukazi » (Éléphante, comprendre « reine mère »). Le fils de cette épouse devient automatiquement le roi suivant.
La « Grande Épouse » doit avoir eu un seul fils du roi, avoir un bon caractère et venir d'une famille « honorable ». Les deux premières épouses sont choisies par des conseillers et ont des fonctions rituelles spécifiques, mais leurs fils ne peuvent pas prétendre au trône ; elles doivent provenir pour la première du clan Matsebula et pour la deuxième du clan Motsa. Traditionnellement, le roi épouse une fiancée seulement après qu'elle tombe enceinte, prouvant ainsi qu'elle peut donner des héritiers.
En juin 2005, Mswati III avait douze épouses, deux fiancées officielles (c'est-à-dire avec lesquelles il n'a pas eu d'enfant) et 24 enfants. Parmi ces épouses, deux l'ont quitté, une a dû être kidnappée en 2002 mais le roi ne fut jamais condamné par les tribunaux d'Eswatini malgré les poursuites engagées par la mère. Les deux dernières fiancées (Nothando Dube en 2004 et Inkhosikati LaNkambule en 2005) avaient respectivement 16 et 17 ans à l'annonce du fait.
En septembre 2014, le roi prend une 14e (ou 15e, selon les sources) épouse.

## Décorations
- Très vénérable ordre de Saint-Jean (1991)[15].
- Grand-croix de l'ordre de Bonne Espérance (1995)[16].

## Ascendance
|  |                             |  |  |  |  |  |  |  |  |  |  |  |  |  |  |  |
|  | 16. Mswati II               |  |  |  |  |  |  |  |  |  |  |  |  |  |  |  |
|  |                             |  |  |  |  |  |  |  |  |  |  |  |  |  |  |  |
|  |                             |  |  |  |  |  |  |  |  |  |  |  |  |  |  |  |
|  | 8. Dlamini IV               |  |  |  |  |  |  |  |  |  |  |  |  |  |  |  |
|  |                             |  |  |  |  |  |  |  |  |  |  |  |  |  |  |  |
|  |                             |  |  |  |  |  |  |  |  |  |  |  |  |  |  |  |
|  | 17. Nandzi Nkambule         |  |  |  |  |  |  |  |  |  |  |  |  |  |  |  |
|  |                             |  |  |  |  |  |  |  |  |  |  |  |  |  |  |  |
|  |                             |  |  |  |  |  |  |  |  |  |  |  |  |  |  |  |
|  | 4. Ngwane V                 |  |  |  |  |  |  |  |  |  |  |  |  |  |  |  |
|  |                             |  |  |  |  |  |  |  |  |  |  |  |  |  |  |  |
|  |                             |  |  |  |  |  |  |  |  |  |  |  |  |  |  |  |
|  | 18. Matsanjana Mdluli       |  |  |  |  |  |  |  |  |  |  |  |  |  |  |  |
|  |                             |  |  |  |  |  |  |  |  |  |  |  |  |  |  |  |
|  |                             |  |  |  |  |  |  |  |  |  |  |  |  |  |  |  |
|  | 9. Labotsibeni Mdluli       |  |  |  |  |  |  |  |  |  |  |  |  |  |  |  |
|  |                             |  |  |  |  |  |  |  |  |  |  |  |  |  |  |  |
|  |                             |  |  |  |  |  |  |  |  |  |  |  |  |  |  |  |
|  | 2. Sobhuza II               |  |  |  |  |  |  |  |  |  |  |  |  |  |  |  |
|  |                             |  |  |  |  |  |  |  |  |  |  |  |  |  |  |  |
|  |                             |  |  |  |  |  |  |  |  |  |  |  |  |  |  |  |
|  | 10. Chef Ngolotjeni Nxumalo |  |  |  |  |  |  |  |  |  |  |  |  |  |  |  |
|  |                             |  |  |  |  |  |  |  |  |  |  |  |  |  |  |  |
|  |                             |  |  |  |  |  |  |  |  |  |  |  |  |  |  |  |
|  | 5. Lomawa Ndwandwe          |  |  |  |  |  |  |  |  |  |  |  |  |  |  |  |
|  |                             |  |  |  |  |  |  |  |  |  |  |  |  |  |  |  |
|  |                             |  |  |  |  |  |  |  |  |  |  |  |  |  |  |  |
|  | 11. Msindvose Ndlela        |  |  |  |  |  |  |  |  |  |  |  |  |  |  |  |
|  |                             |  |  |  |  |  |  |  |  |  |  |  |  |  |  |  |
|  |                             |  |  |  |  |  |  |  |  |  |  |  |  |  |  |  |
|  | 1. Mswati III               |  |  |  |  |  |  |  |  |  |  |  |  |  |  |  |
|  |                             |  |  |  |  |  |  |  |  |  |  |  |  |  |  |  |
|  |                             |  |  |  |  |  |  |  |  |  |  |  |  |  |  |  |
|  | 3. Ntfombi Tfwala           |  |  |  |  |  |  |  |  |  |  |  |  |  |  |  |
|  |                             |  |  |  |  |  |  |  |  |  |  |  |  |  |  |  |
|  |                             |  |  |  |  |  |  |  |  |  |  |  |  |  |  |  |